# Bắn súng tại Đại hội Thể thao Đông Nam Á 2017
Môn bắn súng thi đấu tại Đại hội Thể thao Đông Nam Á 2017 đang được diễn ra tại Trung tâm loạt bắn súng quốc gia ở Subang, Selangor.
Đại hội năm 2017 tham gia thi đấu trong 14 nội dung, 9 nội dung dành cho nam và 5 nội dung dành cho nữ.

## Danh sách huy chương

### Bảng huy chương
Quốc gia chủ nhà
| 1       | Thái Lan (THA)    | 5  | 2  | 5  | 12 |
| 2       | Malaysia (MAS)    | 4  | 5  | 3  | 12 |
| 3       | Singapore (SGP)   | 2  | 4  | 2  | 8  |
| 4       | Việt Nam (VIE)    | 1  | 3  | 0  | 4  |
| 5       | Myanmar (MYA)     | 1  | 0  | 3  | 4  |
| 6       | Indonesia (INA)   | 1  | 0  | 0  | 1  |
| 7       | Philippines (PHI) | 0  | 0  | 1  | 1  |
| Tổng số | Tổng số           | 14 | 14 | 14 | 42 |

### Nam
| Nội dung                  | Vàng                                  | Bạc                                    | Đồng                               |
| ------------------------- | ------------------------------------- | -------------------------------------- | ---------------------------------- |
| 10 m súng ngắn hơi        | Johnathan Wong Guanjie · Malaysia     | Hoàng Xuân Vinh · Việt Nam             | Kyaw Swar Win · Myanmar            |
| 10 m súng trường hơi      | Muhammad Naufal Mahardika · Indonesia | Mohamad Irwan Abdul Rahman · Singapore | Napis Tortungpanich · Thái Lan     |
| 50 m súng ngắn            | Natphanlert Auapinyakul · Thái Lan    | Johnathan Wong Guanjie · Malaysia      | Kyaw Swar Win · Myanmar            |
| 25 m súng ngắn bắn nhanh  | Hà Minh Thành · Việt Nam              | Hasli Izwan bin Amir Hasan · Malaysia  | Pornchai Sukhonpanich · Thái Lan   |
| 50 m súng trường 3 tư thế | Napis Tortungpanich · Thái Lan        | Nguyễn Duy Hoàng · Việt Nam            | Muhamad Zubair Mohammad · Malaysia |
| 50 m súng trường nằm bắn  | Muhd Ezuan bin Nasir Khan · Malaysia  | Ong Jun Hong · Singapore               | Kaung Htike · Myanmar              |
| Skeet                     | Jiranunt Hathaichukiat · Thái Lan     | Joseph Lee Joon Kit · Malaysia         | Tanapat Jangpanich · Thái Lan      |
| Trap                      | Yodchai Phachonyut · Thái Lan         | Bernard Yeoh Cheng Han · Malaysia      | Mohd Zain Amat · Singapore         |
| Trap đôi                  | Benjamin Khor Cheng Jie · Malaysia    | Eng Wei Jin · Malaysia                 | Sirawit Temmart · Thái Lan         |

### Nữ
| Nội dung                  | Vàng                                    | Bạc                               | Đồng                              |
| ------------------------- | --------------------------------------- | --------------------------------- | --------------------------------- |
| 10 m súng ngắn hơi        | May Poe Wah · Myanmar                   | Lê Thị Linh Chi · Việt Nam        | Bibiana Ng Pei Chin · Malaysia    |
| 10 m súng trường hơi      | Martina Lindsay Veloso · Singapore      | Jasmine Ser Xiang Wei · Singapore | Nawinda Kasemkiatthai · Thái Lan  |
| 25 m súng ngắn            | Alia Sazana binti Azahari · Malaysia    | Teh Xiu Hong · Singapore          | Nicole Tan Ling Chiao · Singapore |
| 50 m súng trường 3 tư thế | Martina Lindsay Veloso · Singapore      | Jasmine Ser Xiang Wei · Singapore | Nawinda Kasemkiatthai · Thái Lan  |
| 50 m súng trường nằm bắn  | Ratchadaporn Plengsaengthong · Thái Lan | Supamas Wankaew · Thái Lan        | Amparo Teresa Acuña · Philippines |